# Microgale principula
Microgale principula är en däggdjursart som beskrevs av Thomas 1926. Microgale principula ingår i släktet långsvanstanrekar, och familjen tanrekar. IUCN kategoriserar arten globalt som livskraftig. Inga underarter finns listade i Catalogue of Life.
Arten förekommer på östra Madagaskar. Den vistas i kulliga områden och i bergstrakter mellan 500 och 1875 meter över havet. Habitatet utgörs av tropiska regnskogar.